# Natura 2000
Natura 2000 è una rete di siti di interesse comunitario (SIC) e di zone di protezione speciale (ZPS) creata dall'Unione europea per la protezione e la conservazione degli habitat e delle specie, animali e vegetali, identificati come prioritari dagli Stati membri dell'Unione europea.
I siti appartenenti alla Rete Natura 2000 sono considerati di grande valore in quanto habitat naturali, in virtù di eccezionali esemplari di fauna e flora ospitati. Le zone protette sono istituite nel quadro della cosiddetta "Direttiva Habitat", che comprende anche le zone designate nell'ambito della cosiddetta "Direttiva Uccelli".
La costituzione della rete ha l'obiettivo di preservare le specie e gli habitat per i quali i siti sono stati identificati, tenendo in considerazione le esigenze economiche, sociali e culturali regionali in una logica di sviluppo sostenibile. Mira a garantire la sopravvivenza a lungo termine di queste specie e habitat e a svolgere un ruolo chiave nella protezione della biodiversità nel territorio dell'Unione europea.

## Cronistoria
Natura 2000 è una rete europea istituita dalla Direttiva 92/43/CEE (cosiddetta "direttiva Habitat") sulla conservazione degli habitat naturali della fauna e della flora selvatiche, del 21 maggio 1992. La costituzione della rete è ancora in corso e dovrebbe permettere di realizzare gli obiettivi fissati dalla Convenzione sulla diversità biologica, adottata durante il Summit della Terra tenutosi a Rio de Janeiro nel 1992 e ratificata dall'Italia il 12 febbraio 1994.
La formazione della rete era inizialmente prevista per il giugno 2004. Gli Stati membri dell'Unione dovevano scegliere sul loro territorio i siti naturali che dovevano formare la rete, e fornire prima del giugno 1995 un elenco nazionale dei siti sottoposti alla formazione della rete Natura 2000. Nel giugno 1998 doveva esser completata la seconda fase di costituzione di Natura 2000, dalla selezione definitiva dei siti di importanza comunitaria (SIC), che sarebbero in seguito integrati alla rete Natura 2000 sotto la designazione finale di Zone Speciali di Conservazione (ZSC). Ma la designazione dei siti ha subito ritardi in numerosi paesi. Ad esempio, la rete di siti francesi è stata convalidata soltanto nel 2007, dopo numerosi scambi con la Commissione europea ed un contenzioso per "designazione insufficiente di siti ai sensi della direttiva Habitat-Fauna-Flora". La Polonia ha anche ricevuto nel 2006 dei richiami da parte della Commissione.
La Francia si è dotata di strumenti regolamentari efficaci soltanto a partire dal 2001, in particolare con i due decreti seguenti:
- Decreto n°2001-1031 dell'8 novembre 2001, relativo alla procedura di designazione dei siti Natura 2000 e modifica del codice rurale (articoli R. 214-15 a R. 214-22);
- Decreto n° 2001-1216 del 20 dicembre 2001 relativo alla gestione dei siti Natura 2000 e modifica del codice rurale (articoli R. 214-23 a R. 214-39).

## Funzionamento della rete

### Due tipi di zone protette
La politica europea di costruzione della rete si appoggia sull'applicazione della direttiva 79/409/CEE del 1979 riguardante la conservazione degli uccelli selvatici e della direttiva Habitat (1992). Con queste due direttive gli Stati membri dispongono di un quadro comune d'intervento a favore della conservazione delle specie e degli habitat naturali.
Esistono due tipi di siti nella rete Natura 2000: le zone di protezione speciale (ZPS) e le zone speciali di conservazione (ZSC). I siti sono normalmente scelti dai singoli Stati membri ma la Commissione può essere all'origine di una procedura di consultazione bilaterale se constata che un sito importante non è stato inserito nella rete Natura 2000 (articolo 5.1 della direttiva Habitat).

#### Zone di protezione speciale (ZPS)
La direttiva 79/409/CEE (sostituita dalla Direttiva 2009/147/CE) chiedeva agli Stati membri dell'Unione europea di designare delle ZPS ossia dei territori idonei per numero, estensione e/o localizzazione geografica alla conservazione delle specie di uccelli minacciate, vulnerabili o rare citate nell'allegato I della direttiva. Il progetto "Important Bird Areas" (IBA) di BirdLife International serve come riferimento per istituire le ZPS. Le zone scelte sono dei luoghi di riproduzione, di alimentazione o di migrazione e sono quindi considerate particolarmente importanti per la conservazione degli uccelli. La designazione delle ZPS è relativamente semplice e si fa a livello nazionale senza dialogo con la Commissione europea visto che le ZPS derivano direttamente dalle IBA.

#### Zone speciali di conservazione (ZSC)
Le Zone Speciali di Conservazione, instaurate dalla Direttiva Habitat nel 1992, hanno come obiettivo la conservazione di questi siti ecologici:
- habitat naturali o semi-naturali d'interesse comunitario, per la loro rarità, o per il loro ruolo ecologico primordiale (la lista degli habitat è stabilita nell'allegato I della Direttiva Habitat);
- le specie di fauna e flora di interesse comunitario, per la rarità, il valore simbolico o il ruolo essenziale che hanno nell'ecosistema (la cui lista è stabilita nell'allegato II della Direttiva Habitat).

La procedura di designazione di un sito come ZSC è più lunga rispetto a quella per le ZPS. Ogni stato procede inventariando i siti potenziali sul proprio territorio, proponendoli poi alla Commissione Europea sotto forma di pSIC (proposta di Sito d'Interesse Comunitario). Dopo l'approvazione da parte della Commissione europea, il pSIC viene iscritto come Sito d'Interesse Comunitario per l'Unione europea e integrato nella rete di Natura 2000.

### Natura 2000 in mare
La maggior parte degli stati membri possiede una frontiera litorale; essi devono perciò designare una rete coerente e sufficiente di habitat naturali e di specie d'interesse comunitario presenti nello spazio marittimo, prima della metà del 2008. Per aiutarli, la Commissione europea ha pubblicato una "guida d'applicazione di Natura 2000 in mare" che precisa:
- gli aspetti giuridici e politici (direttiva-quadro sull'acqua, politica marittima europea, convenzione regionali ed internazionali, etc...);
- le definizioni e censimento (per ogni paese) degli habitat e delle specie d'importanza comunitaria;
- gli elementi che permettono di localizzare, valutare e scegliere i siti;
- le misure di gestione da proporre;
- i legami con la politica comunitaria di pesca.

In Francia, i préfets hanno lanciato, nel novembre 2007, su basi scientifiche, le procedure di designazione con le Direzioni Regionali dell'Ambiente (DIREN) e gli attori del mare, per 96 settori considerati pertinenti dal Museo Nazionale di Storia Naturale, con un obiettivo triplo:
- prendere in considerazione lo spazio biologicamente necessario alla conservazione degli habitat e delle specie, giustificando ogni sito e considerandolo come "unità ecologicamente funzionale";
- prevedere l'unità di gestione per un taglio coerente dei siti, vigilando sul rispetto delle esigenze scientifiche, che ogni sito rappresenterà un'unità di gestione, nei confronti delle norme fissate dal Codice dell'Ambiente francese;
- circondare la definizione dei perimetri dei siti di tutte le competenze e della concertazione, nel rispetto delle esigenze scientifiche fissate dalle direttive comunitarie.

La gestione deve in seguito tenere conto delle esigenze economiche, sociali e culturali in gioco; la Commissione impegna anche gli Stati membri a colmare le loro lacune scientifiche e a migliorare ulteriormente la rappresentatività della rete marina.

### La gestione dei siti
La Direttiva habitat non imponeva un metodo in particolare per scegliere un sito o per gestirlo. Ogni Stato membro era libero di utilizzare il metodo che preferiva. Così, la regolamentazione varia da uno Stato all'altro:
- strategie di acquisto di terreni (Danimarca, Paesi Bassi)
- piani di gestione che rendono obbligatori dei lavori di restauro (Belgio in Vallonia)
- piani di gestione che regolamentano il traffico durante certi periodi dell'anno (Belgio nella regione fiamminga)
- gestione che necessita l'utilizzo di permessi per la realizzazione di alcune attività (Finlandia).

È interessante notare che la maggior parte dei paesi cercano di utilizzare le misure agro-ambientali per le attività agricole nel perimetro dei siti Natura 2000, completate in alcuni paesi da un approccio contrattuale.
Solo la Francia ed il Regno Unito hanno sviluppato un approccio esclusivamente contrattuale per la totalità delle attività presenti nei perimetri.
La gestione può essere centralizzata, come ad esempio in alcuni paesi dell'Europa del nord, o decentrata, come in Francia o nel Regno Unito, dove la gestione è affidata a delle agenzie regionali per l'ambiente, o dei comuni (è il caso della Svezia). La Grecia ha adottato una strategia particolare creando delle entità private ma controllate dallo Stato per gestire i suoi siti.

#### In Germania
In Germania, la messa in opera di Natura 2000 è organizzata attorno ai Länder, che dispongono delle loro leggi in materia. Un elenco iniziale di siti è elaborato dai Länder, che avviano una prima discussione. Quest'elenco è in seguito trasmesso al livello federale, che garantisce in particolare un ruolo di consiglio scientifico, e dove un secondo dibattito ha luogo tra i vari ministeri. Le osservazioni fatte durante questi dibattiti tornano allora ai Länder, che prendono le decisioni sulla scelta dei siti. Una volta designati, la scelta del tipo di gestione dei siti dipende ancora dai Länder, che possono scegliere un metodo regolamentare, contrattuale, o misto.

#### In Francia: COPIL e DOCOB
Dopo un periodo di gelo della procedura di designazione dei siti, una riflessione nazionale ha permesso di determinare il metodo da mettere in opera in Francia.
Ogni sito Natura 2000 è gestito da un amministratore designato quando il sito è creato. Può trattarsi soltanto di un ente territoriale o di un gruppo di enti territoriali interessato dal sito. Se nessuna comunità si prende carico del sito, è normalmente il préfet che lo fa, ma fino ad oggi questo caso non si è mai verificato. Un comitato di controllo ("COPIL"), equivalente del comitato consultivo di una riserva naturale, è incaricato di vegliare sulla buona applicazione ed il buon svolgimento della gestione del sito. È composto da tutti gli attori presenti nel sito: associazioni, agricoltori, comunità, poteri pubblici, cacciatori, pescatori, ecc.
L'amministratore nomina in seguito un operatore tecnico, persona fisica responsabile dell'animazione del comitato di controllo, e della redazione di un documento molto importante per il sito: il documento di obiettivi (di solito chiamato DOCOB). Questo documento elabora inizialmente un diagnostico naturale e socioeconomico della zona, prima di stabilire gli obiettivi di gestione della riserva, per la conservazione del patrimonio naturale, l'informazione e la sensibilizzazione del pubblico, il lavoro realizzato in collaborazione con gli attori locali (in breve, è un elenco degli obiettivi di gestione ed un calendario dei mezzi attuati per riuscire a raggiungere questi obiettivi).
L'operatore tecnico è aiutato nella redazione del DOCOB mediante la consultazione dei libri di habitat, lavori di sintesi raccogliendo le conoscenze scientifiche sugli habitat e le specie designati dalla direttiva Habitat-Fauna-Flora, i metodi di gestione conservativa e lo status di conservazione di questi habitat e specie.
Il DOCOB comporta anche l'elenco dei contratti tipo Natura 2000 che possono essere applicati nel sito. Il documento di obiettivi di un sito è messo a disposizione del pubblico in tutti i municipi situati sul territorio del sito. La carta Natura 2000 appare anche nella DOCOB.
Per tutti i progetti di importanza che non sono previsti inizialmente dal DOCOB, è prevista dalla direttiva Habitat una procedura di valutazione dell'impatto nel sito (che si tratti di una ZSC o di una ZPS). Se risulta che il progetto possa avere un impatto sufficientemente importante, è annullato, salvo deroghe eccezionali per ragioni imperative d'interesse pubblico (salute e sicurezza pubbliche, vantaggio economico e sociale vitale, o vantaggio ambientale indiretto).

##### I contratti Natura 2000
Per la gestione dei siti Natura 2000, l'approccio francese della Direttiva Habitat raccomanda il ricorso alla contrattualizzazione piuttosto che alla regolamentazione o la repressione. Prevede così la possibilità per gli operatori tecnici di organizzare contratti Natura 2000 con i vari attori (agricoltori, proprietari, cacciatori, silvicoltori, associazioni, ecc.) dei siti. Questi contratti sono l'equivalente dei contratti d'agricoltura sostenibile ma adattati ai siti Natura 2000. Anche definito per cinque anni, un contratto Natura 2000 indica:
- l'elenco "delle buone pratiche agroambientali" che il contraente si impegna ad applicare, ma non dando luogo a contropartita finanziaria
- la descrizione degli impegni che possono aprire diritto ad una contropartita finanziaria

La retribuzione del contraente, garantita dallo Stato e l'Unione europea, è garantita dalla CNASEA (Centro Nazionale per la Sistemazione delle Strutture delle Aziende Agricole).
Ad esempio:
- falciatura di mantenimento con esportazione della materia organica tagliata;
- controllo della proliferazione dei giunchi
- pascolo estensivo ovino/bovino
- mantenimento o creazione di stagni
- puliture di canali
- mantenimento o creazione di siepi

##### Le carte Natura 2000
Le carte Natura 2000 sono un nuovo strumento contrattuale messo gradualmente in opera dal governo francese dal 2005. Specifica per ogni sito, e descritta nel documento di obiettivi, la carta Natura 2000 può essere considerata come un contratto Natura 2000 semplificato: descrive le buone pratiche agro-ambientali che i proprietari di terreno situati in un sito Natura 2000 possono sottoscrivere, senza forzarle eccessivamente. Quest'impegno permette tuttavia di essere esonerato dalla tassa fondiaria sui terreni non costruiti. Il firmatario della carta può impegnarsi su cinque o dieci anni, indipendentemente o oltre ad un contratto Natura 2000.
Una circolare interministeriale del 30 aprile 2007 precisa il contenuto della carta Natura 2000, le modalità della sua elaborazione nel quadro della DOCOB e la procedura d'adesione alla carta.

### Finanziamento di Natura 2000
Il testo della direttiva Habitat prevede che il finanziamento e l'applicazione delle misure di protezione e gestione dei siti possa imporre delle spese troppo importanti per alcuni stati (a causa della ripartizione non omogenea dei siti tra i vari stati dell'Unione europea). In questi casi, un cofinanziamento può essere previsto fra gli Stati e l'Unione.
Generalmente, il finanziamento dei siti Natura 2000 e dei contratti stipulati con gli utenti può essere garantito da una o più fonti. Con l'esempio della Francia può trattarsi dei fondi nazionali di gestione degli spazi naturali, dei fondi propri a Natura 2000 iscritti nel quadro dei contratti di progetti Stato-regione, del fondo europeo d'orientamento e di garanzia agricola (FEOGA), dei fondi Programma LIFE. Quest'ultimo è del resto dedicato per lo più ai progetti che concernano i siti Natura 2000 ed ha così permesso di organizzare la riproduzione in cattività della lucertola gigante di La Gomera (Gallotia bravoana) che si credeva estinta, la protezione in Ungheria degli habitat della vipera di Orsini (Vipera ursinii), la protezione ed il restauro di prati e zone umidi nelle Alpi austriache, la redazione dei piani di gestione Natura 2000 di numerosi siti, ecc.

### Originalità di Natura 2000
Natura 2000 promuove in Europa una gestione coordinata dei siti protetti d'interesse comunitario. Questo tipo di funzionamento, già evocato e voluto dalla direttiva Uccelli nel 1979, è ripreso dalla direttiva Habitat e applicato concretamente con la creazione della rete Natura 2000. La nozione di rete ecologica prende tutto il suo significato visto che i movimenti delle popolazioni della fauna e della flora sono presi in considerazione per la designazione dei siti e l'elaborazione dei documenti che fissano gli obiettivi per ogni sito. La direttiva Habitat chiede agli Stati membri di mantenere gli elementi del paesaggio "che rivestono un'importanza maggiore per la fauna e la flora selvagge", favorendo la coerenza globale ed il buon funzionamento della rete Natura 2000.
Inoltre, uno sforzo importante di concertazione è stato fatto. La gestione si effettua con la partecipazione degli attori locali. L'obiettivo dichiarato di Natura 2000 non è mettere sotto una campana di vetro alcuni spazi naturali, ma piuttosto favorire le attività umane tradizionalmente esistenti e allo stesso tempo conservare il patrimonio naturale. In questo senso, il preambolo della direttiva stabilisce che: "[la direttiva habitat], il cui scopo principale è promuovere il mantenimento della biodiversità, tenendo conto allo stesso tempo delle esigenze economiche, sociali, culturali e regionali, contribuisce all'obiettivo generale di uno sviluppo durevole; che il mantenimento di detta biodiversità può in taluni casi richiedere il mantenimento e la promozione di attività umane."

### Esempi di gestione concertata in Francia

#### Il sito 2000 dei prati della Baumette

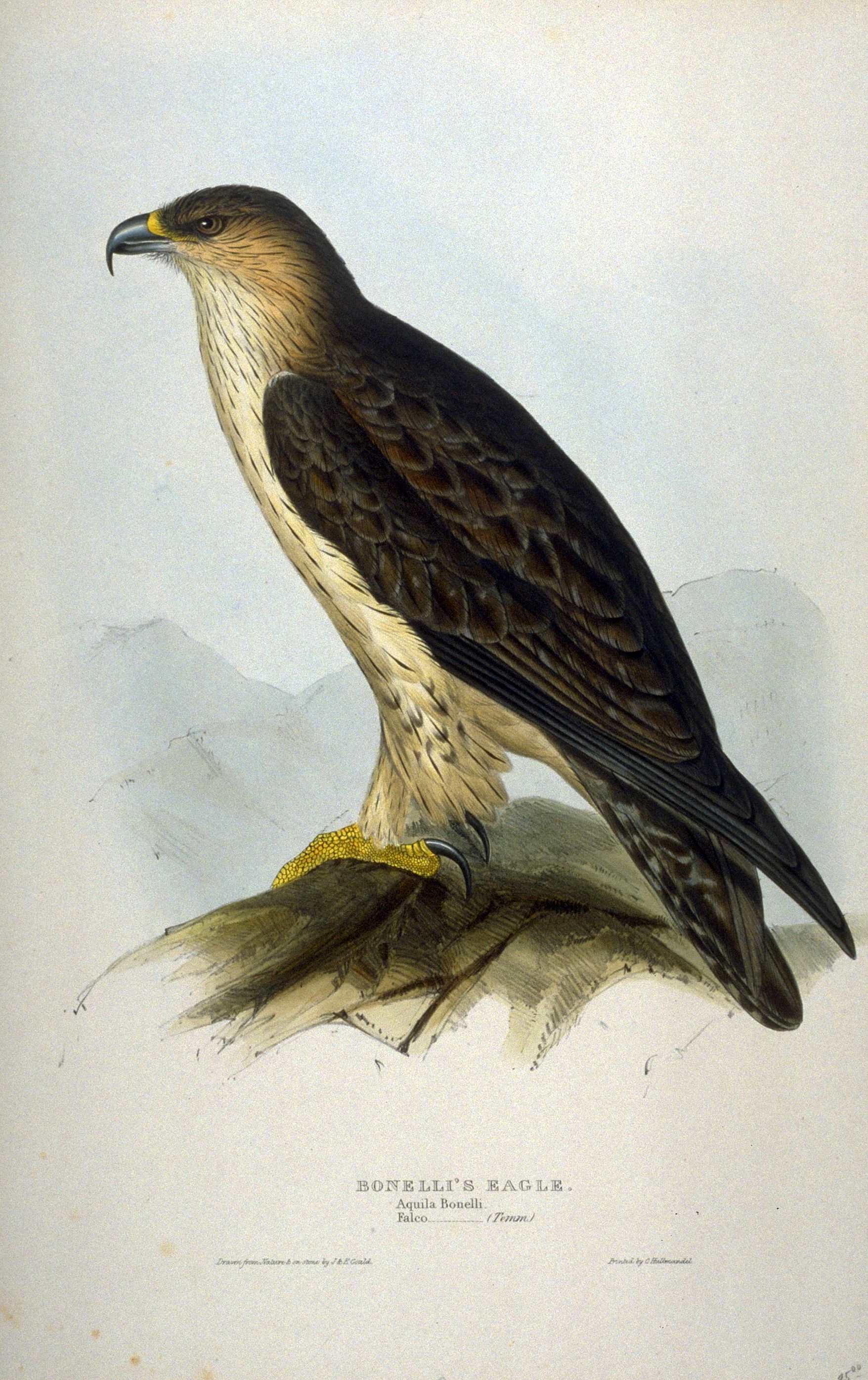
L'aquila di Bonelli, iscritto all'allegato I della Direttiva Uccelli è protetto dalla messa in opera di varie ZPS.

Il sito Natura 2000 dei prati della Baumette, vicino a Angers, è un prato inondabile vicino alla giunzione del Maine e della Loira. Il sito è utilizzato da molti attori diversi:
- agricoltori che possiedono i lotti dei prati, che falciano ogni anno per il fieno abbondante
- pescatori che vengono a pescare il luccio che utilizza il prato inondato nel periodo di riproduzione durante le piene invernali
- escursionisti che possono raggiungere Angers in un'ora di marcia
- cacciatori, che vengono qui per la selvaggina d'acqua che si raccoglie durante tutto il periodo in cui il prato è in acqua
- associazioni di protezione della natura fra cui la LPO (Lega di Protezione degli Uccelli), che tentano di proteggere alcune specie d'uccelli di alto valore patrimoniale, come il re di quaglie (Crex crex), la cui nidificazione è minacciata da una falciatura dell'erba troppo precoce.

Durante l'ultimo decennio, lo sfruttamento della sabbia della Loira aveva causato il ribasso del letto del fiume (si parla "d'incisione" del corso d'acqua), e pertanto la diminuzione dell'importanza delle piene. Il luccio era dunque scomparso del prato, la falciatura era diventata più precoce, e questo nuoceva al re di quaglie, ed il prato si imboschiva gradualmente. Il DOCOB del sito ha previsto una vasta operazione di rimessa in acqua dei prati della Baumette, in concertazione con tutti gli attori. Strumenti di regolazione delle acque sono stati installati nelle dighe degli stagni, per giocare sul livello d'acqua e permettere così di trattenere l'acqua delle piene di modo più lungo.
Così tutti gli attori sono vincenti:
- i pescatori hanno ritrovato il luccio, ed accettano di liberare le acque ad una data accettabile per gli agricoltori
- gli agricoltori non si preoccupano più dell'imboschimento del prato.
- la LPO ottiene una migliore protezione del re di quaglie, diventato più presente nel sito
- i cacciatori beneficiano anche di più selvaggina d'acqua poiché il prato resta inondato di modo abbastanza lungo per accogliere una fauna ricca e variata;
- gli escursionisti possono approfittare di un sito naturale che ha trovato un funzionamento ecologico di migliore qualità.

#### La ZPS delle Basses Corbières
La ZPS delle Basses Corbières, situata in regione Languedoc-Rossiglione, a sud del dipartimento Aude, è un massiccio calcareo coperto originariamente da una vegetazione rasa. Questo territorio è stato designato come ZPS perché accoglie tredici specie della direttiva Uccelli, come per esempio l'aquila di Bonelli o il Galerida theklae.
Dal 2005, la LPO Aude con il sostegno del Programma LIFE coordina il progetto LIFE CONSAVICOR. Questo progetto di conservazione tenta di sperimentare modalità di gestione degli ambienti aperti ricercati dagli uccelli, di migliorare le popolazioni di specie prede dei grandi rapaci grazie ad un partenariato con un gruppo di cacciatori, di ridurre le minacce sui territori dei grandi rapaci (messa in protezione di linea elettrici, ecc.).

## Stato della rete in Europa
Nel giugno 2007, l'Unione europea contava 4.617 ZPS, per una superficie di 454.723 km², e 20.862 ZSC di una superficie totale di 560.445 km². Ma numerosi siti sono stati designati, in totalità o in parte, secondo le due direttive. Non si possono dunque aggiungere queste superfici per ottenere una cifra globale per tutta la rete Natura 2000.
I dieci nuovi Stati membri hanno presentato recentemente le loro proposte di siti per la rete Natura 2000, alcuni per una grande superficie (quasi il 30% della superficie della Slovenia è proposto in ZSC).

### Il caso francese
La rete dei siti Natura 2000 francesi è stata particolarmente lunga a realizzarsi, spesso a causa delle polemiche e della cattiva accoglienza riservata a ciò che è stato percepito come una confisca delle terre (vedere il capitolo "la polemica attorno a Natura 2000"). Quindi la Corte di giustizia delle Comunità europee ha sanzionato la Francia in tre riprese, nonostante proiezioni significative, per il ritardo preso nella costituzione della rete Natura 2000:
- una prima volta il 6 aprile 2000, per il ritardo avuto dalla Francia nella trasposizione in diritto nazionale delle due direttive Habitat ed uccelli[23]
- l'11 settembre 2001, per insufficienza di proposte di zone speciali di conservazione (ZSC)[24]
- il 26 novembre 2002, per insufficienza di designazione di zone di protezione speciale (ZPS)[25], in particolare per non aver classificato una superficie sufficiente della pianura dei Mori (dipartimento del Var) in ZPS.

Dopo queste due condanne, le relazioni tra la Francia e la Commissione europea sono diventate più difficili ancora quando quest'ultima ha inviato nel 2004 allo Stato francese un'intimazione, poi un avviso motivato che gli richiede di completare rapidamente la sua rete di siti. Quest'avviso era accompagnato da minacce di sanzioni, in particolare di sospensione dei fondi strutturali europei per le regioni che non si fossero adeguate alla direttiva Habitat. Per rispettare i suoi impegni ed evitare questa condanna, la Francia ha trasmesso nel 2006 alla Commissione europea più di 400 cartelle, organizzando un aumento della superficie della rete di 14% ai sensi della direttiva Habitat-Fauna-Flora e di 167% ai sensi della direttiva Uccelli. Questo sforzo considerevole ha permesso alla Francia di presentare, il 30 aprile 2006, una rete più coerente nei confronti delle sfide di salvaguardia della biodiversità del suo territorio.
Nel settembre 2007, la rete francese Natura 2000 contava 1705 siti che coprivano 6,8 milioni di ettari (eccettuati gli ambienti marini), cioè il 12,4% del territorio metropolitano terrestre, che comprendono:
- 1.334 siti di interesse comunitari (SIC) proposti, cioè 4,6 milioni di ettari
- 371 zone di protezione speciale (ZPS) che rappresentano 4,3 milioni di ettari

L'elenco dei siti francesi è stato convalidato dalla Commissione europea il 21 marzo 2007, che ha classificato definitivamente gli ultimi due contenziosi per insufficienza di designazione di siti Natura 2000 in Francia.
Ai sensi dell'articolo 17 della direttiva Habitat, che impone una valutazione regolare dello stato di conservazione delle habitat e specie per ogni settore biogeografico, una prima valutazione provvisoria della rete di siti francesi è stata effettuata per il periodo 1995-2006, da diversi esperti raccolti dal Ministero dell'Ambiente francese (MEDAD) e dal Museo nazionale di storia naturale (MNHN). Questi primi dati presentati nell'ottobre 2007 hanno riguardato 132 habitat naturali e 290 specie. Una sintesi grezza di questo lavoro pubblicata dall'associazione France Nature Environnement (FNE) mostravano che anche nelle zone Natura 2000, un grande numero di habitat e di specie è in un cattivo stato di conservazione: il 53% degli habitat iscritti ai sensi di Natura 2000 sono in stato di conservazione "sfavorevole o cattivo", come il 43% delle 199 specie di fauna seguite ed il 43% delle 91 specie floristiche patrimoniali seguite. Un'analisi più dettagliata di questa valutazione deve tuttavia essere fatta, tutti i gruppi di specie non sono in cattivo stato di conservazione (i Mammiferi sono giudicati in buon stato di conservazione, al contrario degli Anfibi ad esempio), sfumature devono anche essere portate secondo il settore biogeografico considerato. Si ricorderà anche che gli habitat e specie iscritti ai sensi di Natura 2000 non rappresentano tutta la biodiversità, ma solo le specie rare del territorio europeo in generale, perciò non riflette la situazione particolare di ogni Stato membro dell'Unione.

### Germania: una rete ricca ma frammentata
La rete Natura 2000 tedesca è molto ricca, con più di 5200 siti, ma è anche più frammentata della rete francese. Copre circa il 14% della superficie, distribuita secondo:
- 4617 zone speciali di conservazione
- 638 zone di protezione speciale

In ambiente marino circa 2 milioni di ettari sono proposti (cioè più del 40% della superficie del territorio marittimo tedesco), includendo 945.000 fuori della zona delle 12 miglia.
Benché molto numerosi, i siti tedeschi di Natura 2000 sono relativamente piccoli, frammentati e sprovvisti di zone tappi.

### Natura 2000 ed i nuovi Stati membri

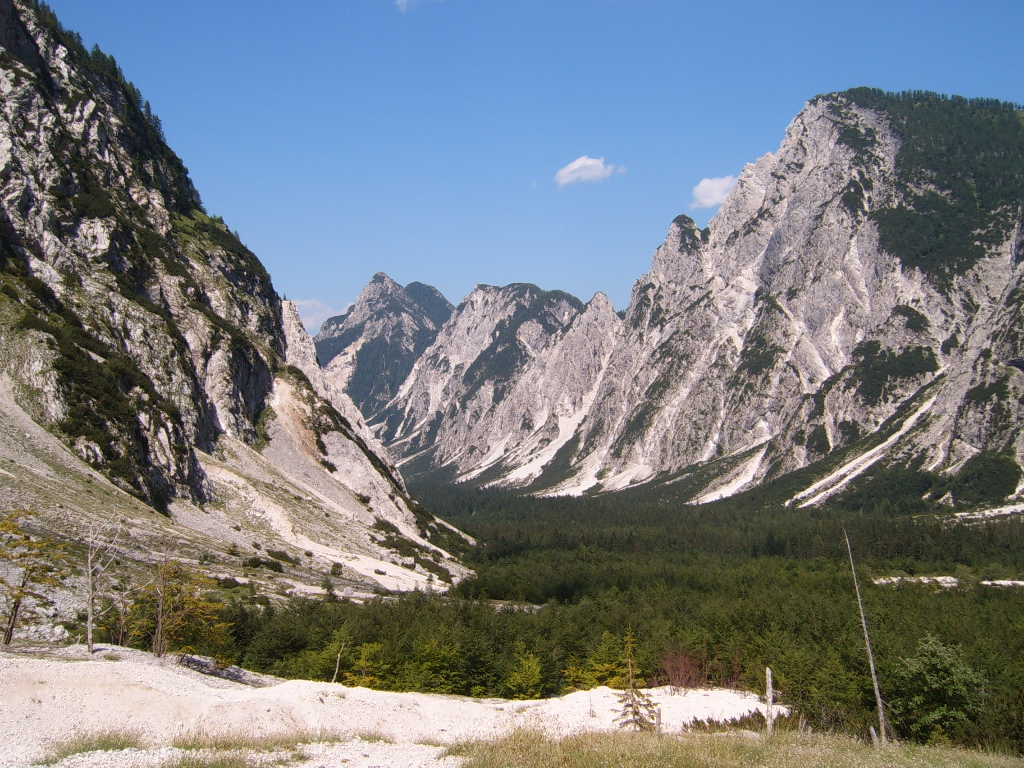
I nuovi Stati membri dell'Unione europea celano ancora tesori naturali (qui, valle di Planica, nel parco nazionale del Monte Tricorno, Slovenia).

L'entrata nell'Unione europea dei nuovi Stati membri (dieci nuovi stati nel 2004, più la Bulgaria e la Romania nel 2007), ha causato l'aggiornamento necessario degli habitat naturali e delle specie animali e vegetali che potevano beneficiare dell'iscrizione a Natura 2000. In effetti i nuovi membri dell'Europa Centrale o Sud-Orientale celano ancora specie e habitat naturali che, in Europa dell'Ovest, sono ridotti a deboli superfici o sono a volte scomparsi.

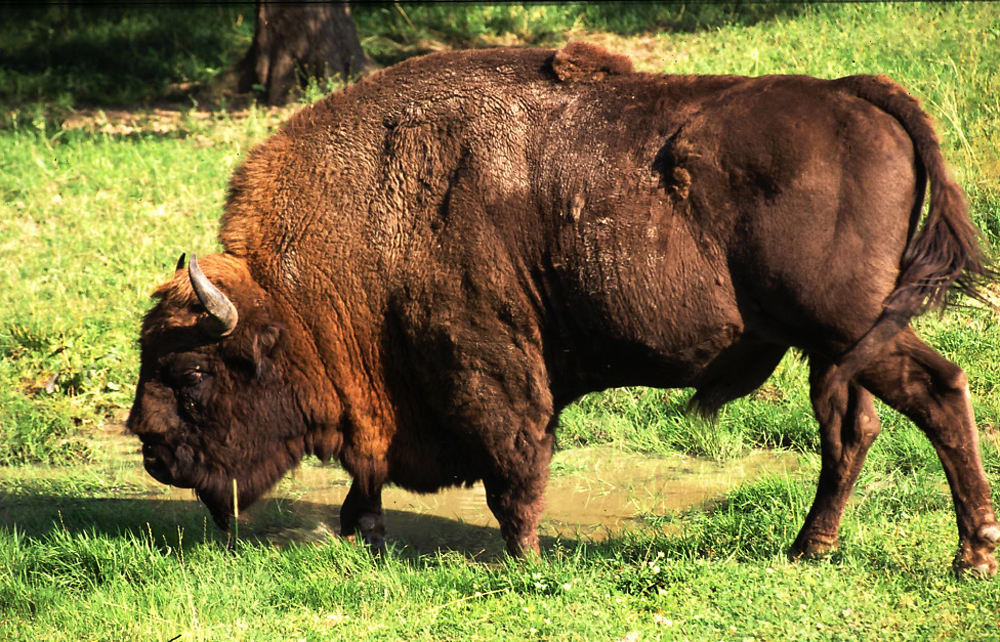
Con l'allargamento dell'Unione europea, il bisonte europeo fa ormai parte del patrimonio naturale europeo da proteggere (Parco Nazionale di Białowieża, Polonia).

Quest'aggiornamento è soprattutto consistito nel attualizzare gli allegati delle direttive. Nella direttiva Habitat, nuovi habitat naturali sono stati iscritti all'allegato I (habitat considerati "d'interesse comunitario"), come le foreste calcicole di pini silvestri dei Carpazi occidentali, foreste di Cedrus brevifolia, ecc. Nuove specie animali e vegetali sono state iscritte alla direttiva o hanno visto il loro status modificato, come il bisonte europeo, la tartaruga verde Chelonia mydas, il pipistrello Rousettus aegiptiacus, il proteo, varie specie di coleotteri e di farfalle come Lycaena helle, ma anche numerose specie di piante.
Nuove specie di uccelli sono state anche aggiunte agli allegati della direttiva Uccelli, o hanno visto il loro status evolvere come il falco sacro (Falco cherrug), il fratino a collare interrotto (Charadrius alexandrinus), il gabbianello (Hydrocoloeus minutus), ecc.
Per quanto riguarda i grandi carnivori ad esempio, deroghe sono state richieste dai nuovi Stati membri, a causa delle forti popolazioni che alcuni paesi possiedono ancora. La Romania ad esempio, contava nel 2005 quasi 6.900 orsi bruni sul suo territorio, nella catena montagnosa dei Carpazi. In Lituania, i lupi sono ancora cacciati come selvaggina, nel rispetto di alcune quote e durante un periodo preciso dell'anno, a causa delle forti popolazioni nel paese. Il paese ha dunque ottenuto una deroga geografica per gli allegati II ed IV della direttiva Habitat, cosa che gli permette di non designare nuove zone speciali di conservazione per il lupo (finché lo stato di conservazione delle popolazioni lituane resterà nonostante tutto buono).

## La polemica attorno a Natura 2000
La direttiva Habitat, e poi la rete Natura 2000 sono stati accolti da vive critiche da parte di numerose persone o lobby in più Stati membri dell'Unione europea. La sfiducia, o il rifiuto delle politiche europee, da parte di alcune categorie di attori riaffiora, in particolare su argomenti "sensibili" di conservazione della natura, come la nuova introduzione delle grandi specie di carnivori europei: orso bruno, lupo, lince.
In Francia, un lungo e vigoroso dibattito è stato necessario prima che i préfets ed il ministero dell'ambiente e dell'agricoltura potessero costituire la rete Natura 2000 sul campo, mostrare in particolare che Natura 2000 non era una messa sotto campana o una confisca delle terre, ma una possibilità di lavorare positivamente ed in comune allo sviluppo sostenibile degli spazi naturali d'importanza comunitaria.
Alcuni sindaci francesi si sono sentiti costretti dai préfets a classificare il territorio del loro comune per rientrare in conformità con la direttiva europea Habitat, a volte per grandi superfici del territorio comunale.

## Obiettivo 2010
Dal 2001 e dopo il sesto programma di azione comunitaria per l'ambiente, gli Stati membri dell'Unione europea si sono già ripromessi di fermare la scomparsa della biodiversità prima del 2010, grazie alla rete Natura 2000, all'integrazione della biodiversità nei campi della pesca, dell'agricoltura, della silvicoltura, alla messa in opera di un programma di comunicazione, e a nuovi strumenti legislativi. Rispondono così agli impegni del Piano di attuazione del Summit di Johannesburg sullo sviluppo sostenibile del 2002.
L'obiettivo europeo di "fermare la perdita di biodiversità entro il 2010" è ancora più ambizioso dell'obiettivo 2010 globale, il quale si limita a "ridurre significativamente il tasso di perdita della biodiversità entro il 2010".
Per rispondere all'obiettivo europeo, gli Stati dell'Unione europea, coordinati dalla presidenza di turno irlandese, si sono riuniti nel maggio 2004 a Malahide insieme a tutte le maggiori organizzazioni ambientaliste e di settore europee. Il risultato di questo incontro, generalmente chiamato "il messaggio di Mahalide", è stato di fissare per obiettivo di completare la rete Natura 2000 terrestre nel 2005 (obiettivo non raggiunto alla scadenza nonostante importanti progressi realizzati), designare aree marine prima del 2008 e organizzare gli obiettivi di gestione per tutti i siti Natura 2000 prima del 2010. Se tutti gli obiettivi saranno raggiunti, la rete dovrebbe coprire il 18% della superficie del territorio dell'Europa dei 25.
Per rafforzare la protezione dei siti Natura 2000, la direttiva di responsabilità ambientale, basata sul principio inquinatore-pagatore in diritto dell'ambiente, dovrebbe essere realizzata prima del 2007. Obbligherebbe l'autore di deterioramenti a compensare i danni e restaurare gli habitat naturali e le specie influenzati.
Uno degli obiettivi per il 2010 è anche di sviluppare la rete ecologica paneuropea e Natura 2000 nei loro aspetti marini. La Commissione europea ha per ciò redatto le linee direttive di una rete Natura 2000 in ambiente marino.